# Коти (Кјети)
Коти (итал. Cotti) је насеље у Италији у округу Кјети, региону Абруцо.
Према процени из 2011. у насељу је живело 124 становника. Насеље се налази на надморској висини од 150 м.